# Ахали-Свири
Ахали-Свири (груз. ახალი სვირი) — село в Грузии, на территории Зестафонского муниципалитета края (мхаре) Имеретия.

## География
Село находится в западной части Грузии, на левом берегу реки Квирилы, на расстоянии приблизительно 9 километров (по прямой) к северо-западу от города Зестафони, административного центра муниципалитета. Абсолютная высота — 132 метра над уровнем моря.

## Население
По результатам официальной переписи населения 2014 года, в Ахали-Свири проживало 367 человек (181 мужчина и 186 женщин). В национальной структуре населения грузины составляли 98,6 %, русские — 1,1 %, украинцы — 0,3 %.
| Год  | Население, человек |
| ---- | ------------------ |
| 2002 | 507                |
| 2014 | ↘ 367              |